# Jan Brewer
Janice Kay ”Jan” Brewer, född 26 september 1944 i Hollywood, Kalifornien, är en amerikansk republikansk politiker. Hon var guvernör i delstaten Arizona 2009–2015.
Brewer var ledamot av underhuset i Arizonas lagstiftande församling 1983–1986, ledamot av delstatens senat 1987–1996 och Arizonas statssekreterare (Secretary of State, ungefär motsvarande inrikesminister) 2003–2009.
Guvernör Janet Napolitano avgick 2009 för att bli USA:s säkerhetsminister. Brewer fick i egenskap av delstatens statssekreterare tillträda guvernörsämbetet, eftersom Arizona inte har någon viceguvernör.